# Frederic Remington
Frederic Sackrider Remington (4. října 1861, Canton, New York – 26. prosince 1909, Ridgefield, Connecticut) byl americký, malíř, ilustrátor a sochař, který se specializoval na zobrazování kovbojů, indiánů a vojáků kavalérie z amerického Divokého západu v poslední čtvrtině 19. století.

## Život

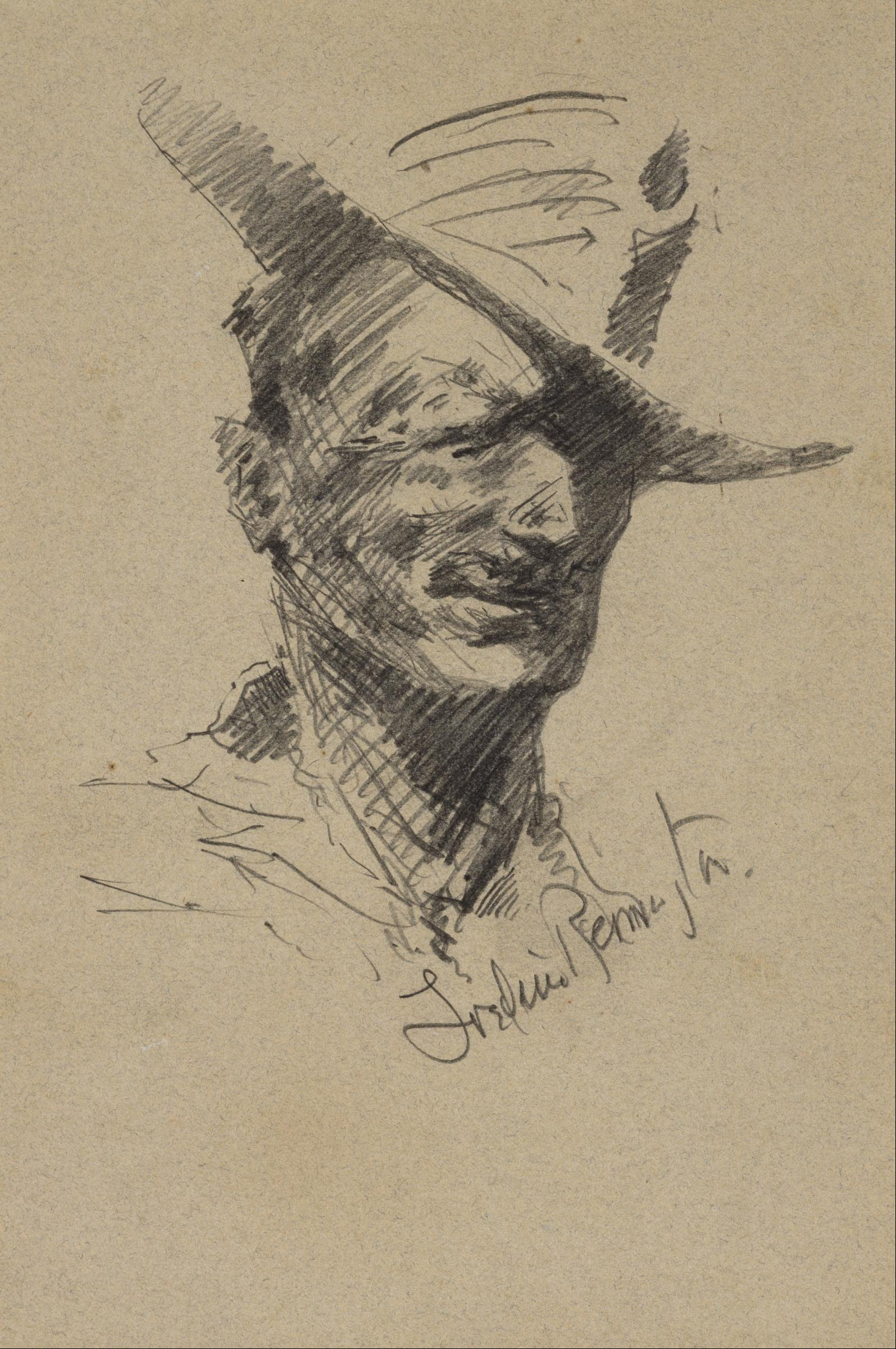
Autoportrét, kresba tužkou

Narodil se roku 1861 v Cantonu na severu státu New York jako jediné dítě v majetné rodině podnikatele. Své dětství strávil na farmě mezi zvířaty a rád poslouchal vyprávění svého otce, který byl důstojníkem jezdectva v občanské válce, což později ovlivnilo výběr jeho malířských témat a vyvolalo v něm touhu navštívit americký Západ. Na základě přání svých rodičů však začal roku 1878 studovat na Yaleově univerzitě, ale více než studium jej zajímal sport. Strávil na univerzitě pouhý rok a po smrti svého otce roku 1881 odjel do Montany, kde se seznámil s opravdovým životem na Divokém západě. Výsledkem této cesty bylo mnoho skic, které potvrzovaly jeho malířský talent. Díky tomu začal pracovat jako ilustrátor pro různá nakladatelství, která vydávala knihy a časopisy na téma Divokého západu (například Collier's Weekly nebo Harper's Magazine). Roku 1886 absolvoval uměleckou školu Art Student League v New Yorku.
Často jezdil na Západ, aby našel další inspiraci pro svá díla. Seznámil se na nich se spisovatelem Owenem Wisterem, který psal knihy odehrávající se na Západě, a stal se jeho přítelem. Jeho obrazy, které byly směsicí opravdových míst s opravdovými detaily ale s vymyšlenými situacemi, byly namalovány tak dovedně a vypadaly tak přirozeně, že diváci bez jakýchkoliv pochyb věřili tomu, že se tyto zobrazované příhody opravdu staly a že malíř byl jejich přímým svědkem. Podařilo se mu vytvořit obraz regionu a jeho obyvatel v civilizací nedotčené formě. V roce 1895 se začal také věnovat sochařství. Vytvořil celkem dvacet dva soch, které získaly uznání téměř všech amerických kritiků. Na přelomu století se opět vrátil k malířství, ale od detailní ilustrační techniky přešel k impresionismu. Z knižních ilustrací jsou nejvýznamnější ilustrace z roku 1890 k epické básni Henryho Wadswortha Longfellowa Píseň o Hiawathovi.
Zemřel roku 1909 ve svém domě v Ridgefieldu v Connecticutu na komplikace po operaci zánětu slepého střeva zaviněné především jeho extrémní obezitou. Byl pohřben na hřbitově Evergreen Cemetery v rodném Cantonu.

## Galerie vybraných děl
Významnou sbírku Remingtonových děl má Muzeum amerického umění Amona Cartera ve Fort Worthu.

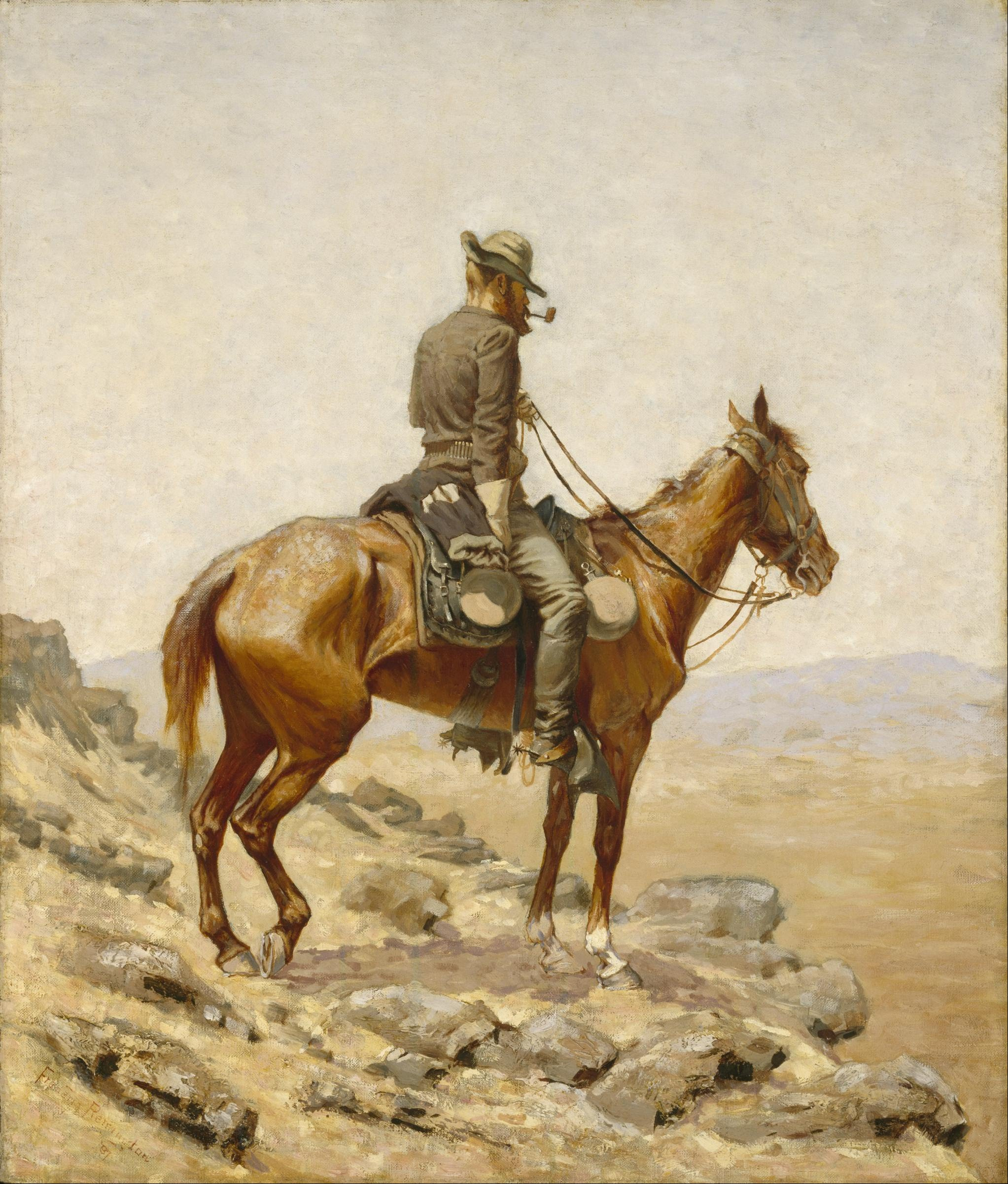
The Lookout (1887), olej na plátně.
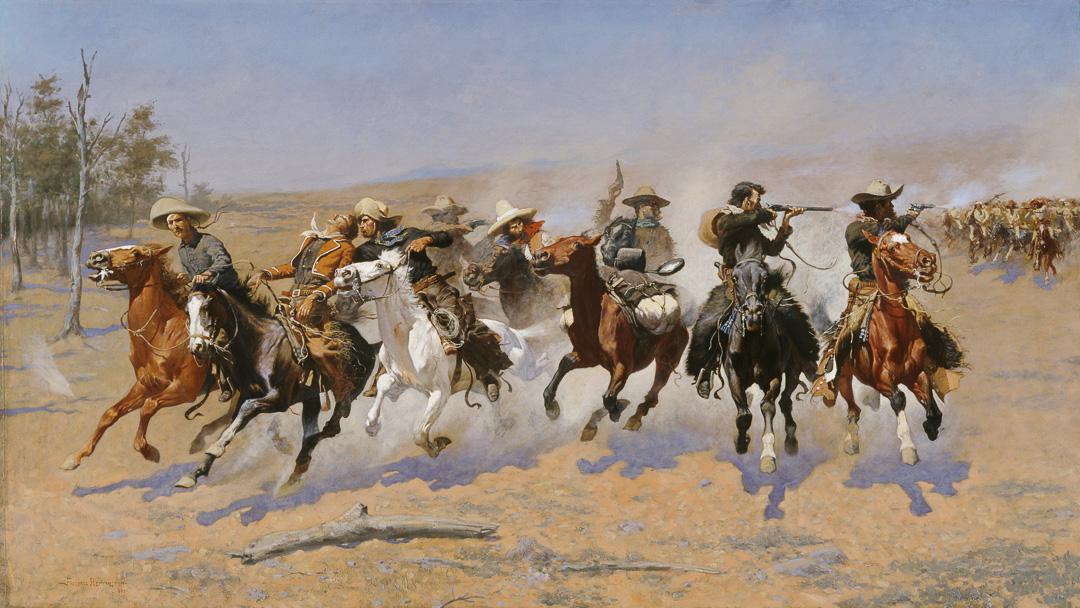
A Dash for Timber (1889), olej na plátně.
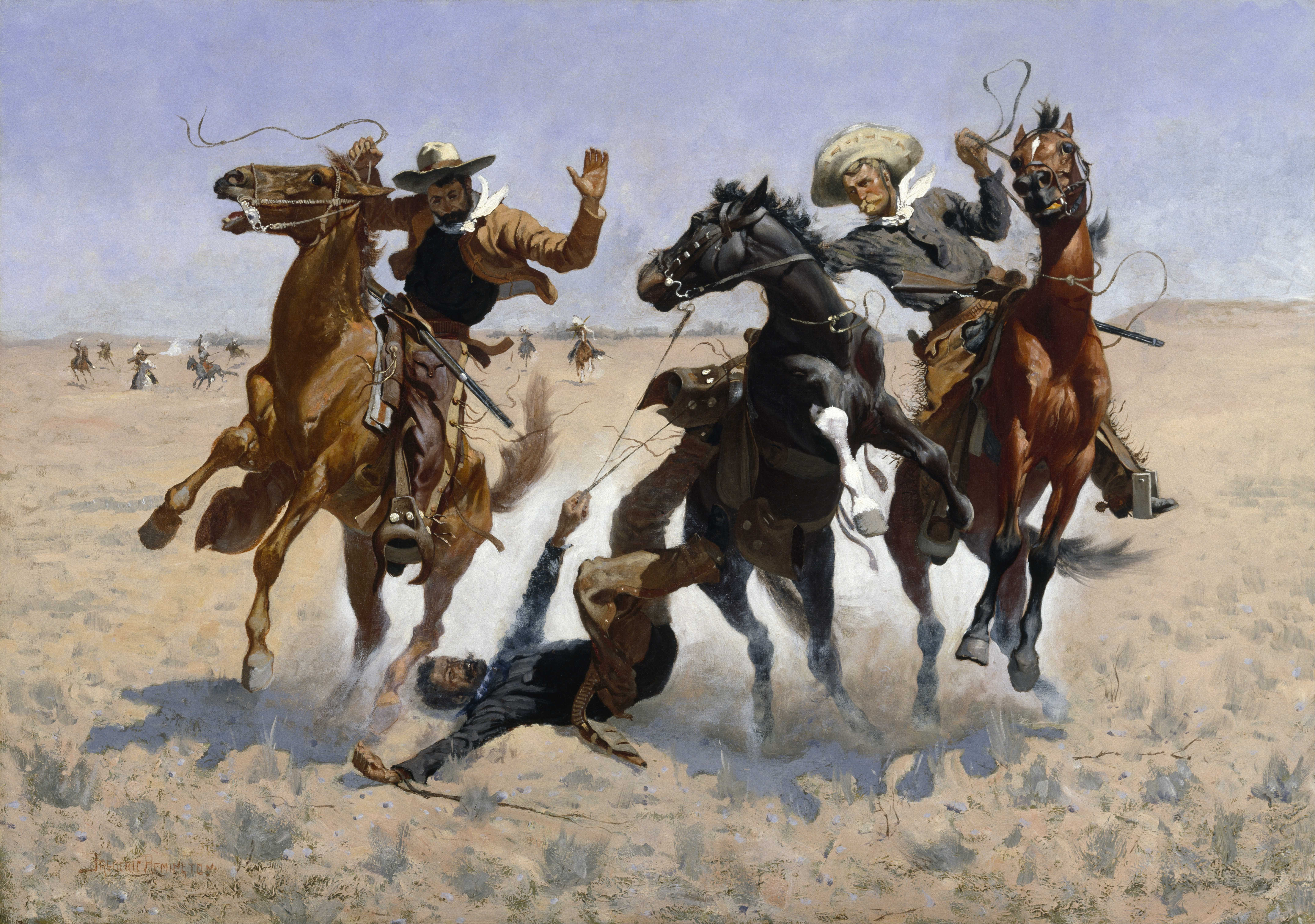
Aiding a Comrade (1890), olej na plátně.
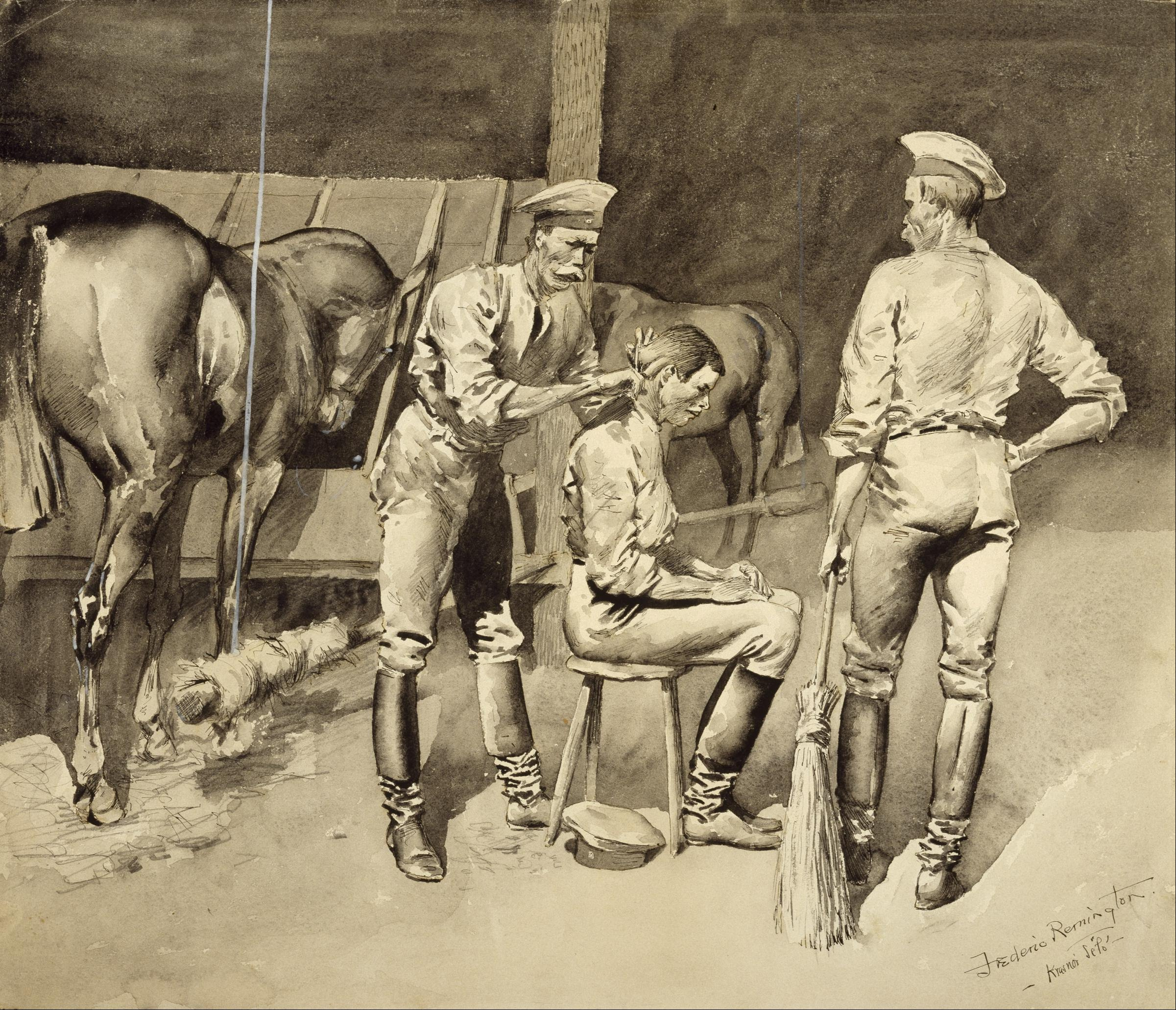
A Haircut in a Cavalry Stable (1891), akvarel
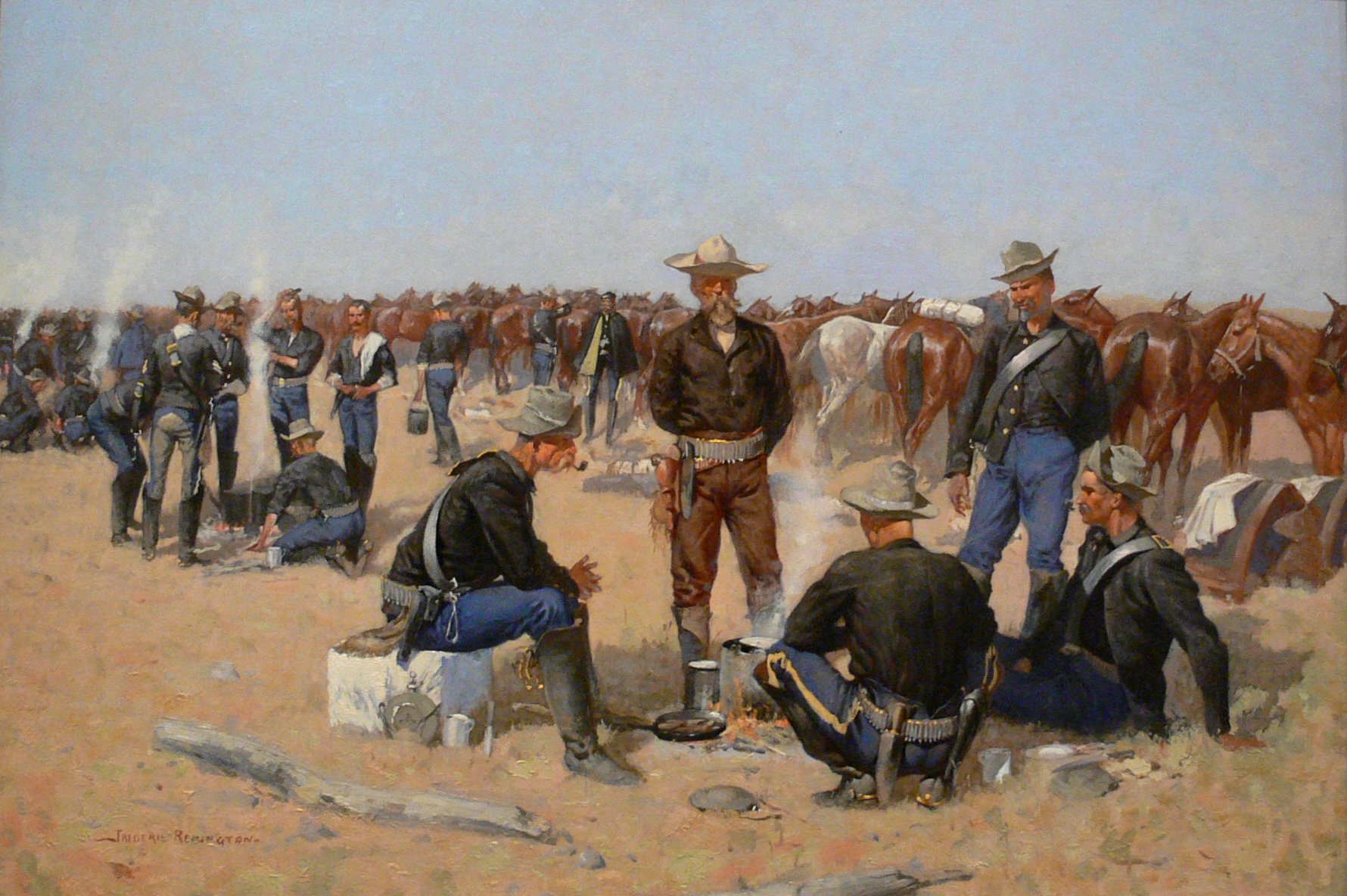
A Cavalrymans Breakfast on the Plains (1892), olej na plátně.
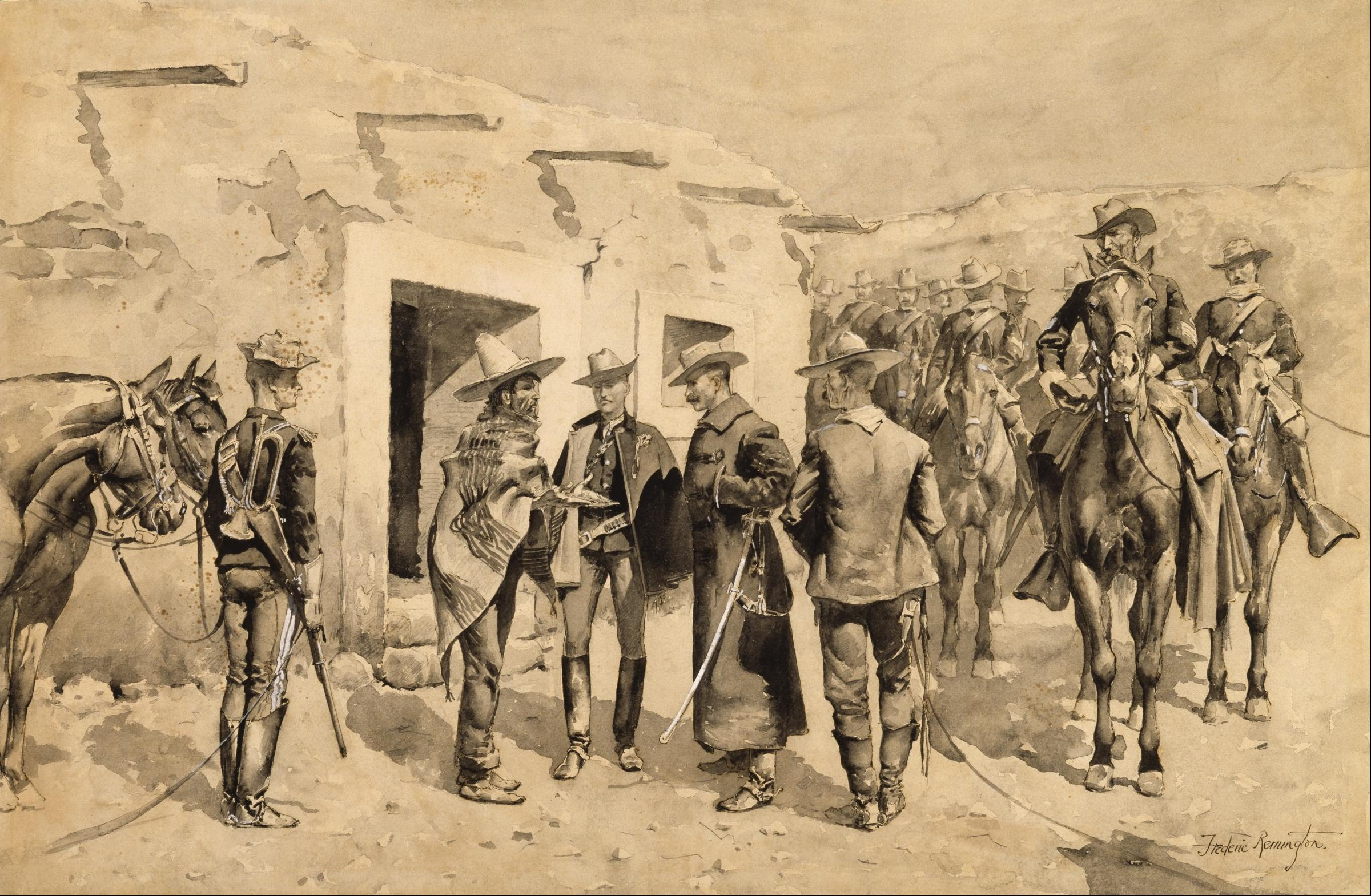
U. S. Cavalry Hunting Garza Men on the Rio Grande (1894), akvarel.
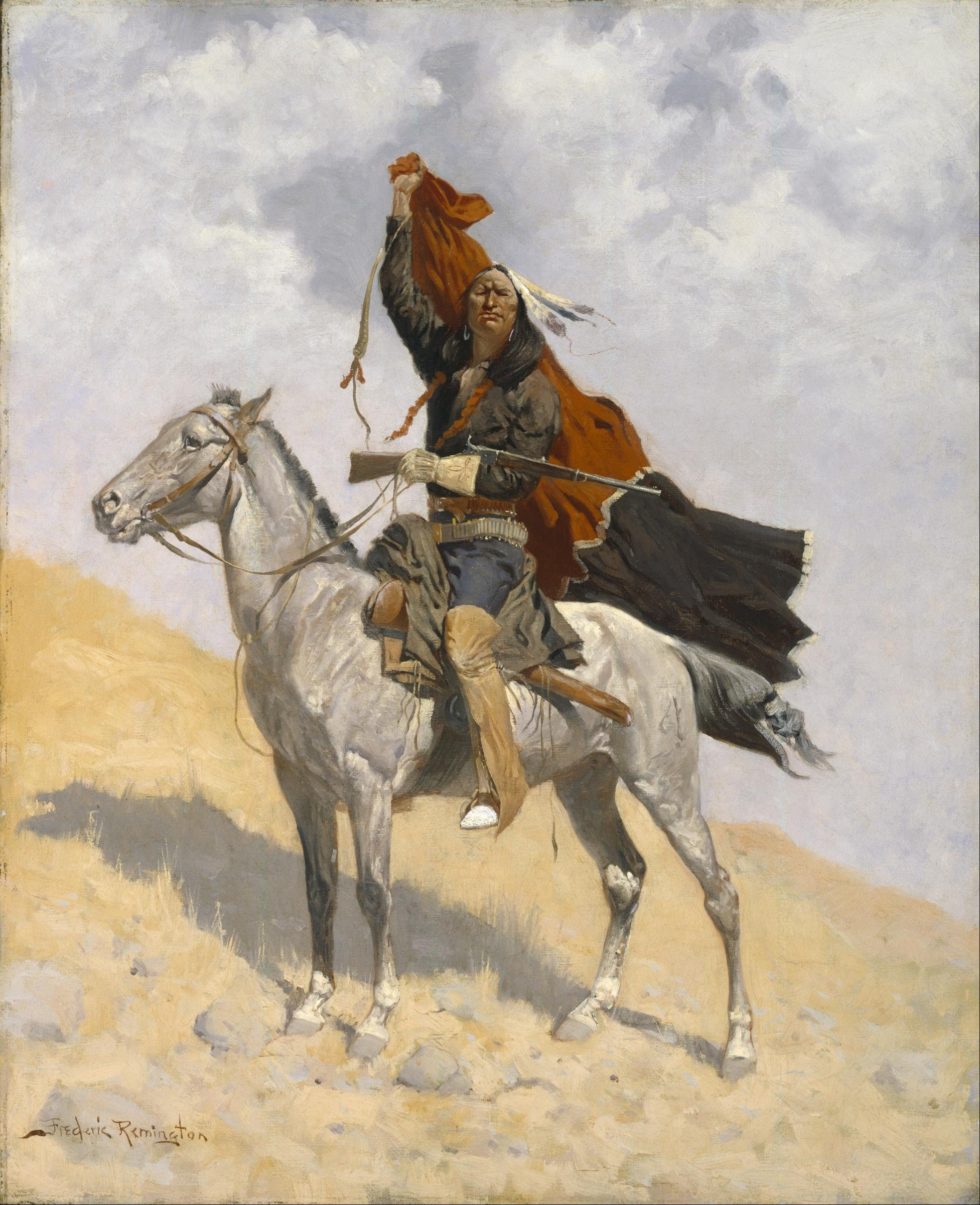
The Blanket Signal (1894), olej na plátně.
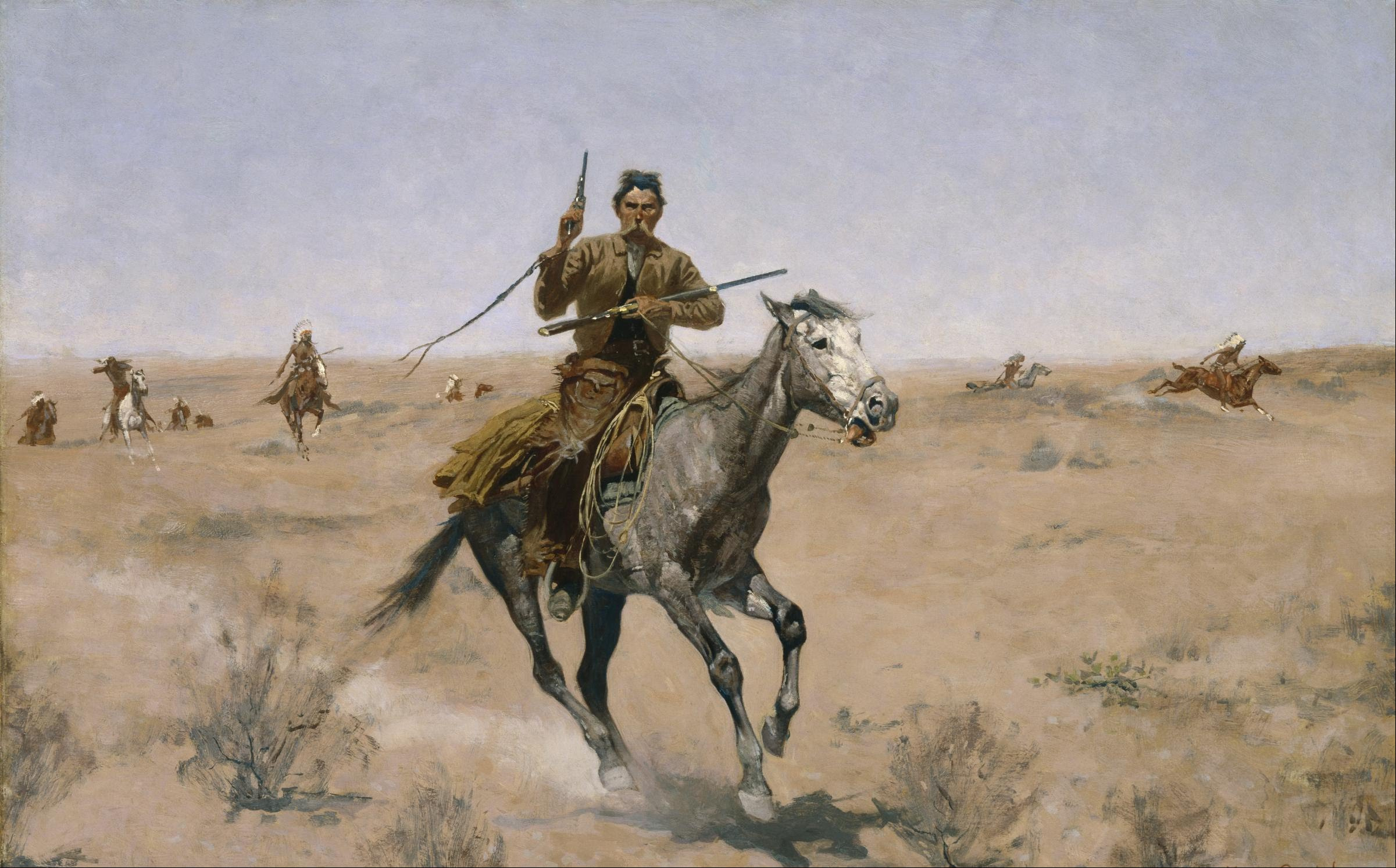
The Flight (1895), olej na plátně.
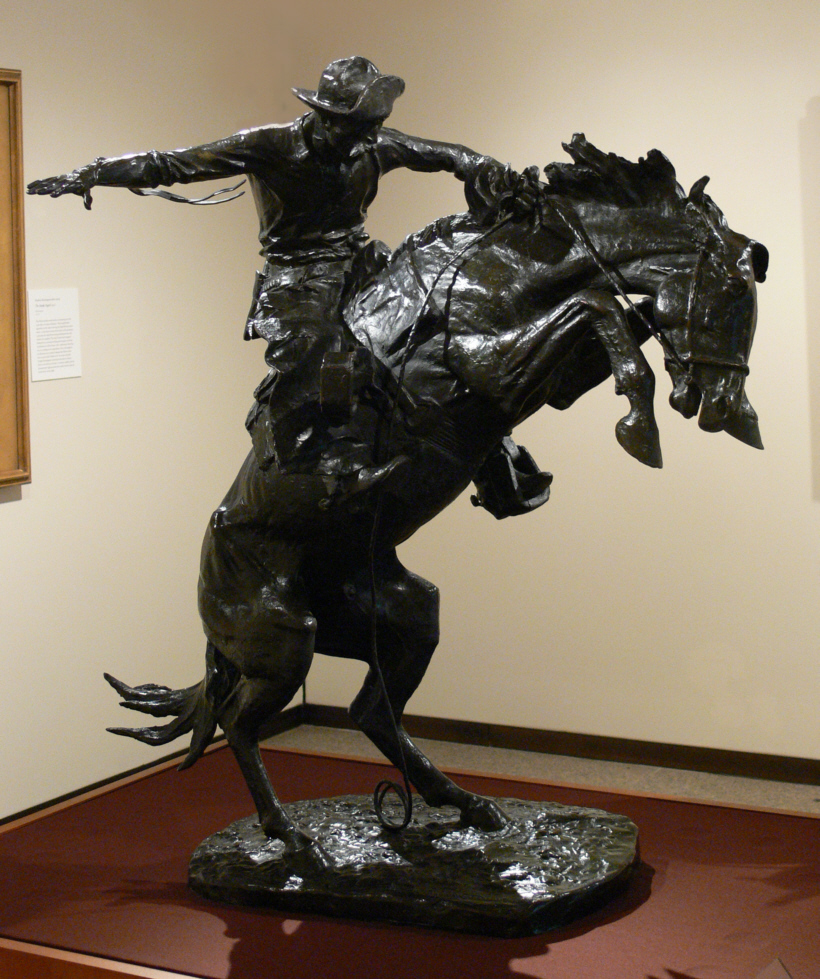
The Bronco Buster (1895), bronz, Amon Carter Museum
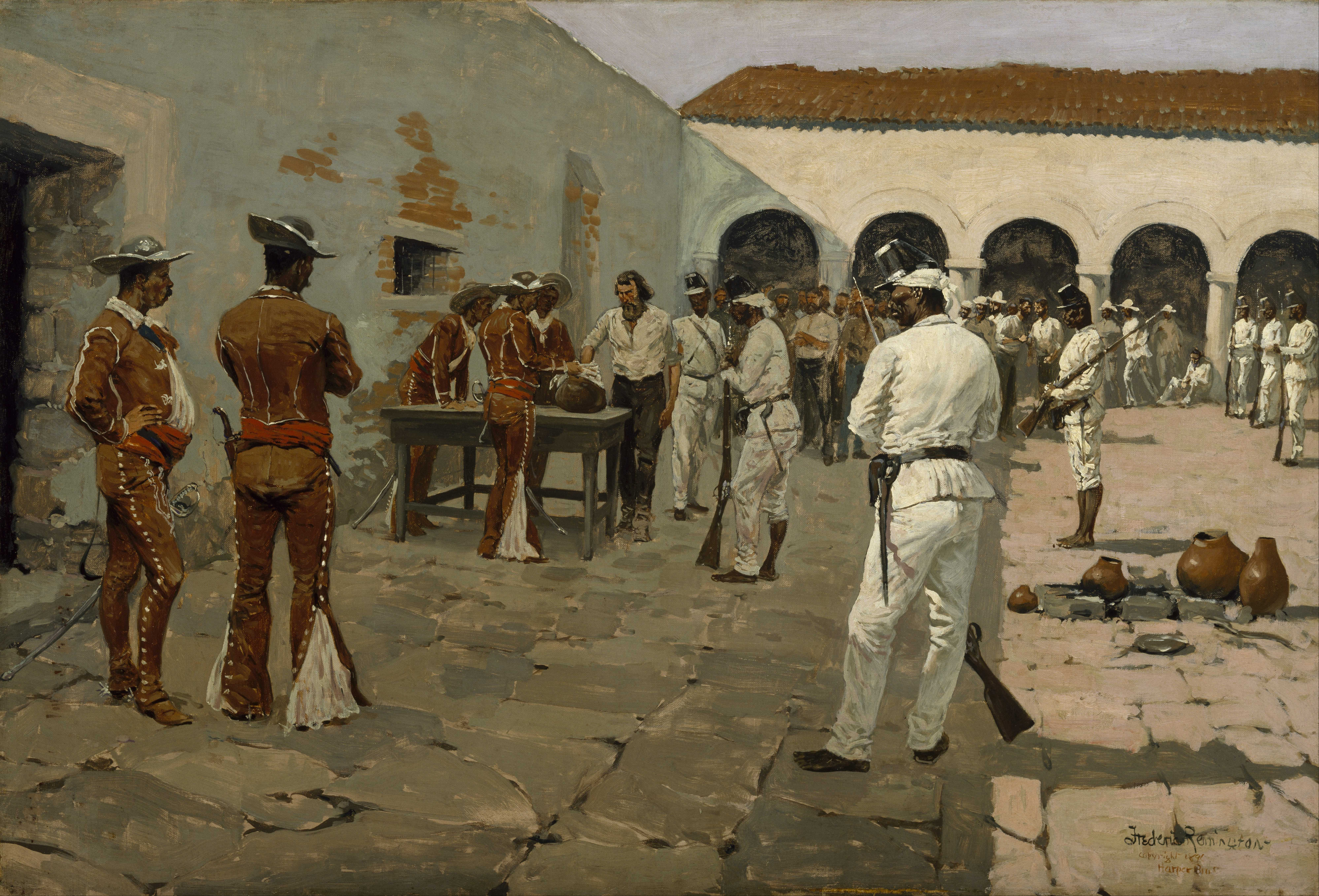
The Drawing of the Black Bean (1896), olej na plátně.
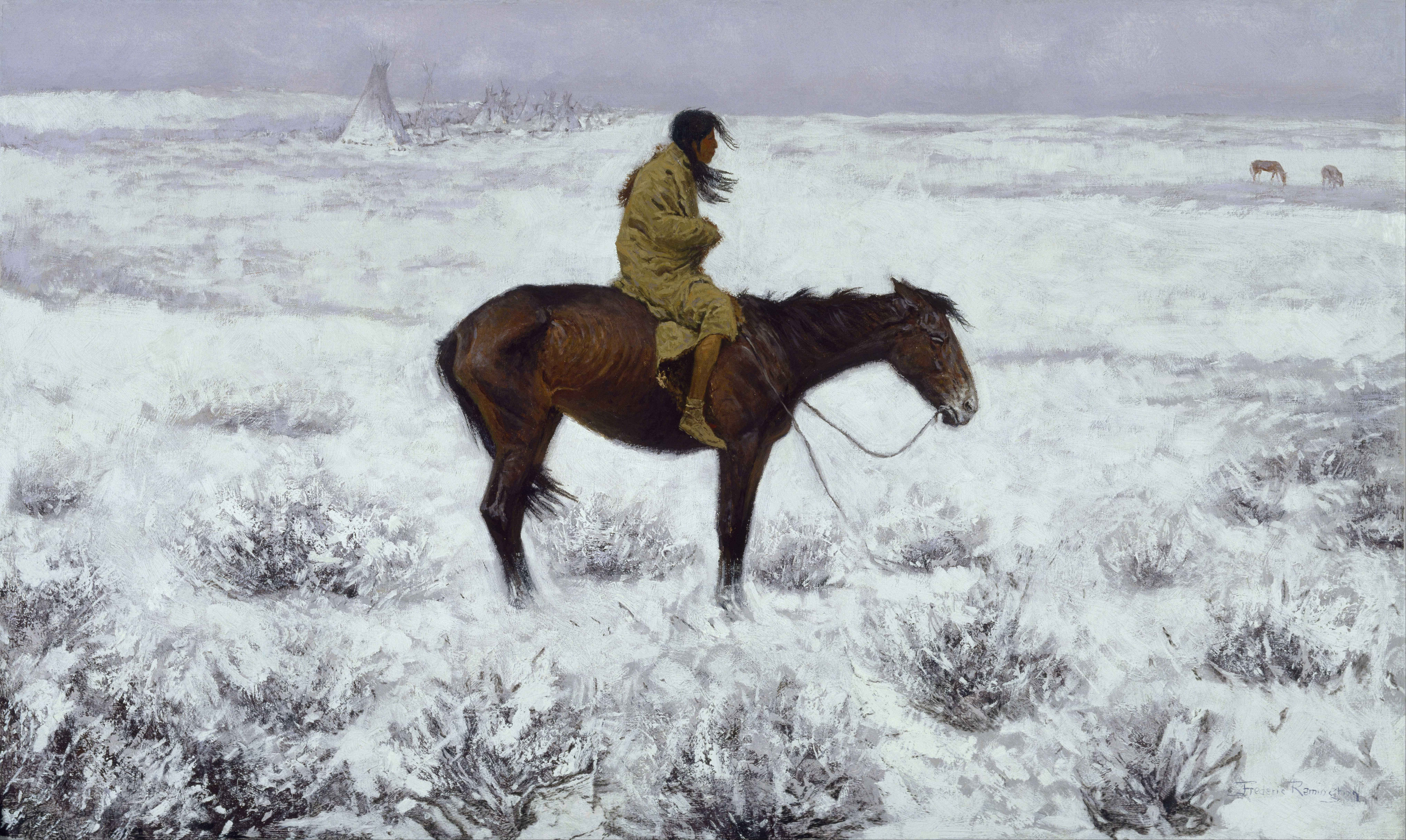
The Herd Boy (1900), olej na plátně.
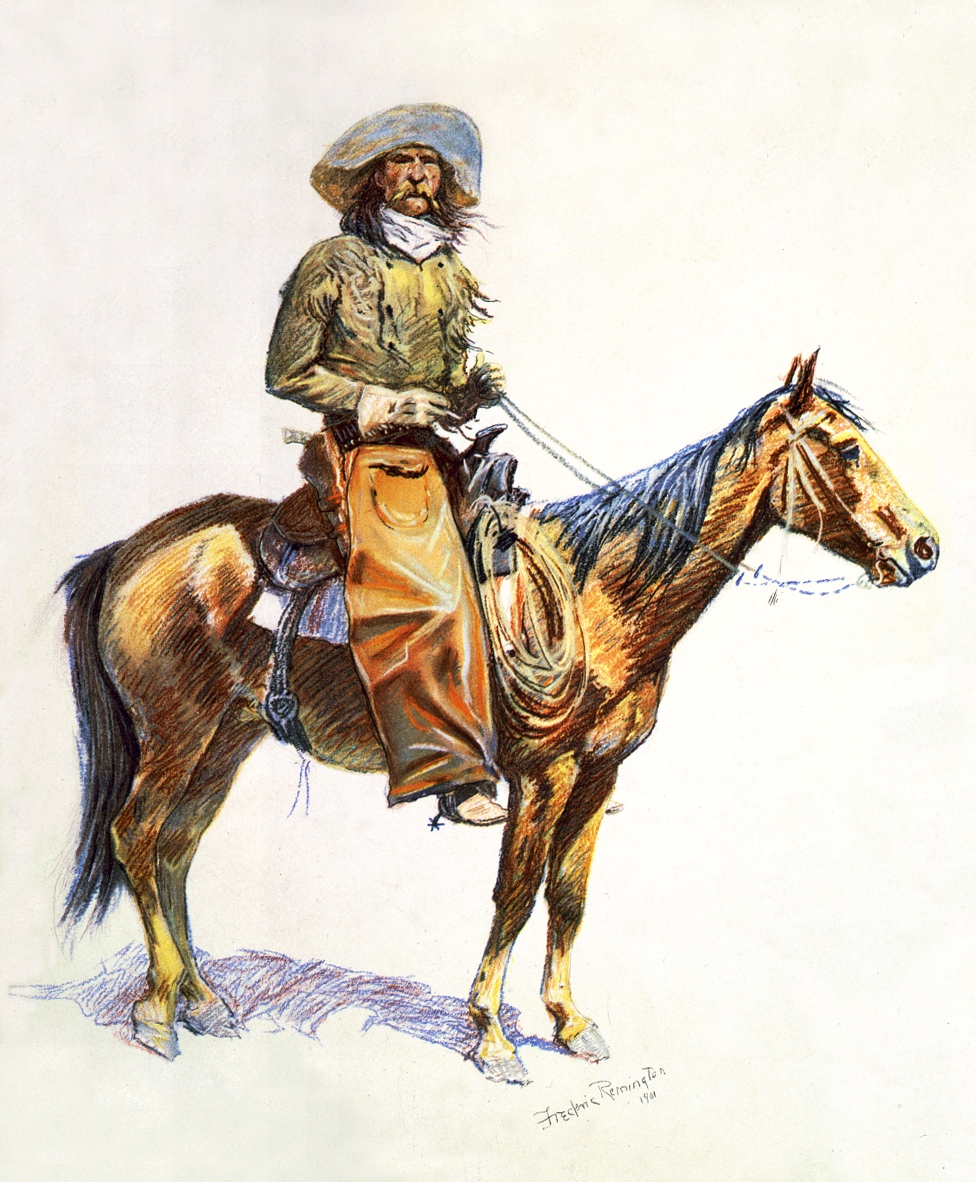
Arizona cow-boy (1901), litografie.
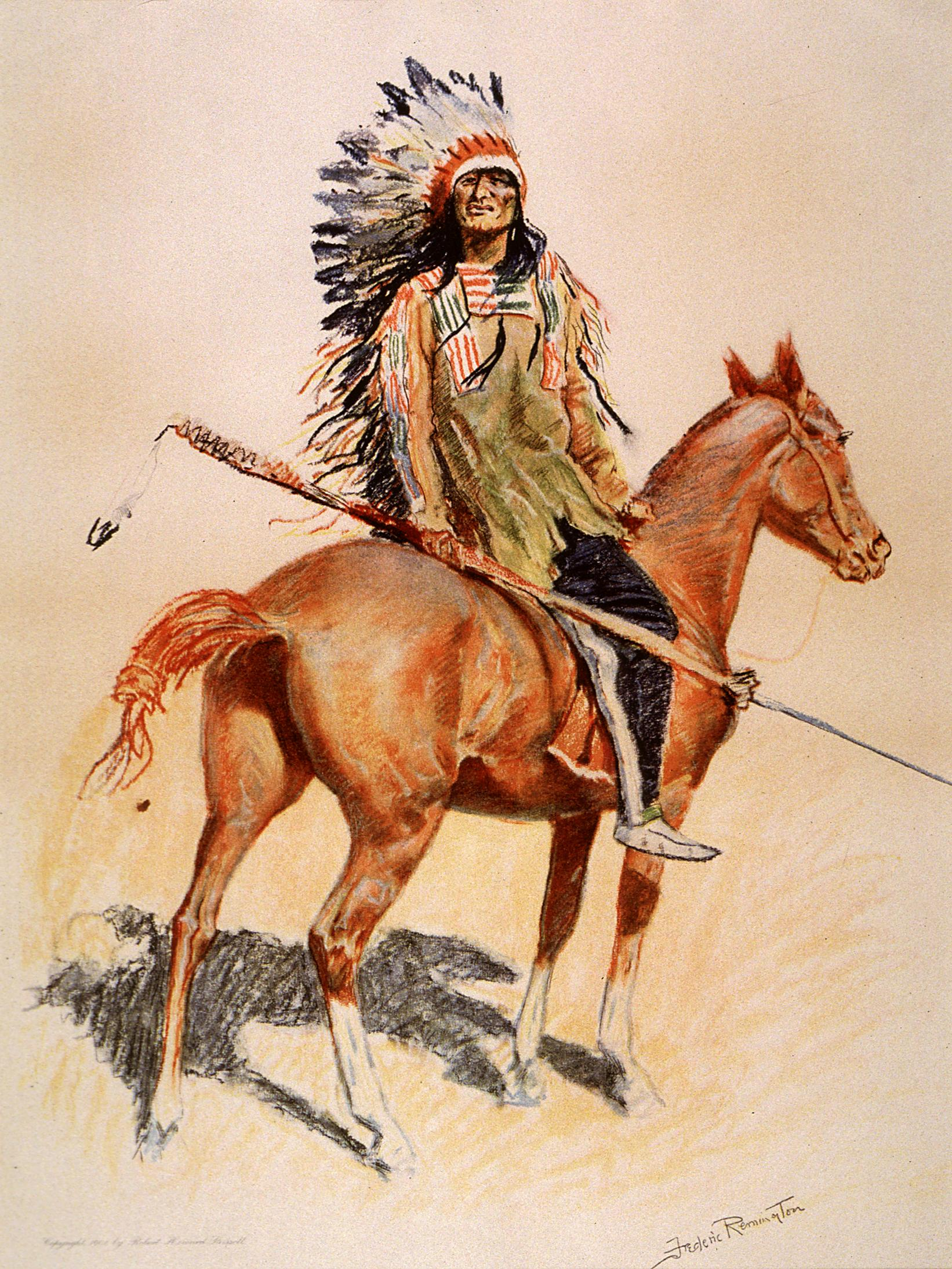
A Sioux Chief (1901), litografie.
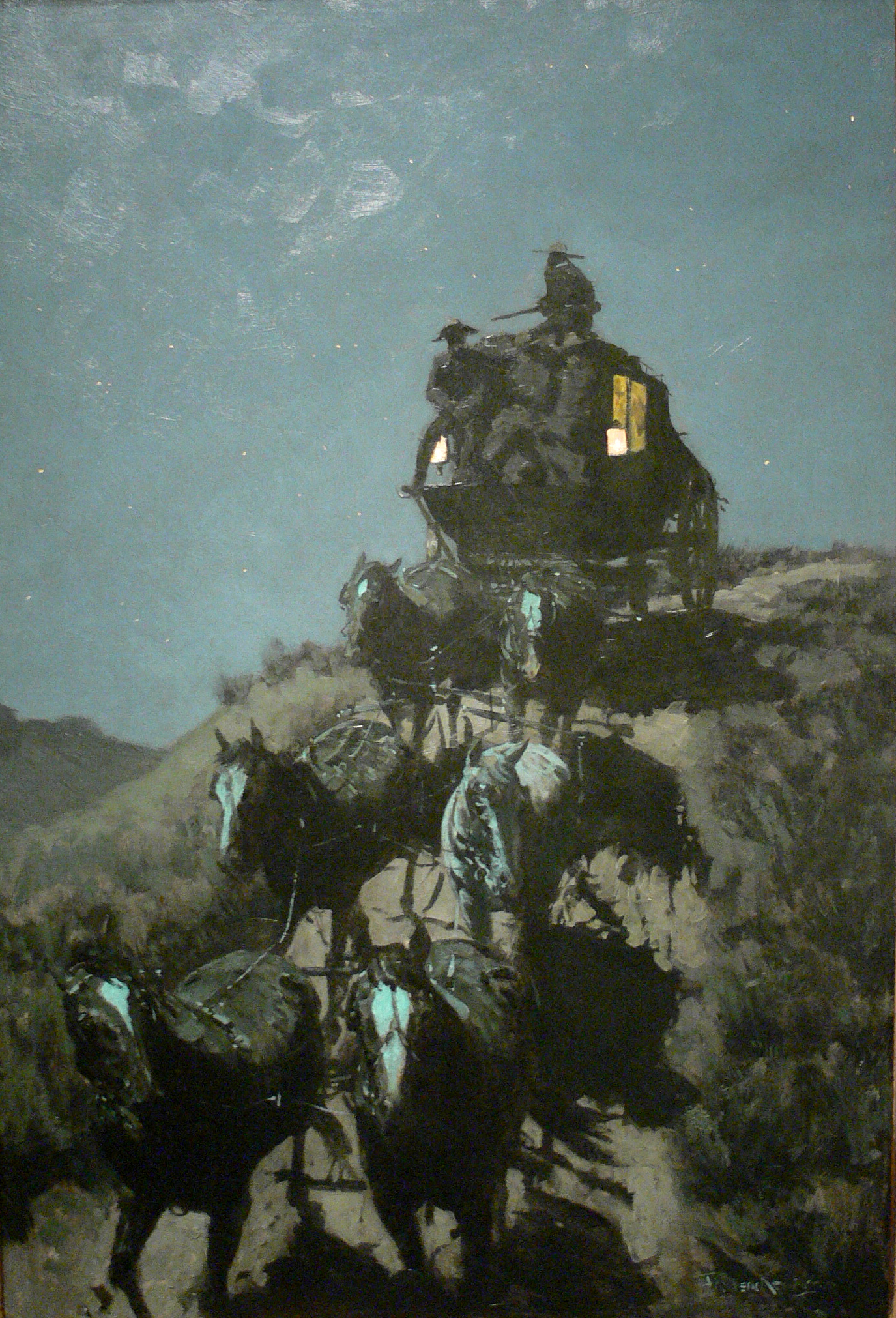
The Old Stage-Coach of the Plains (1901), olej na plátně.
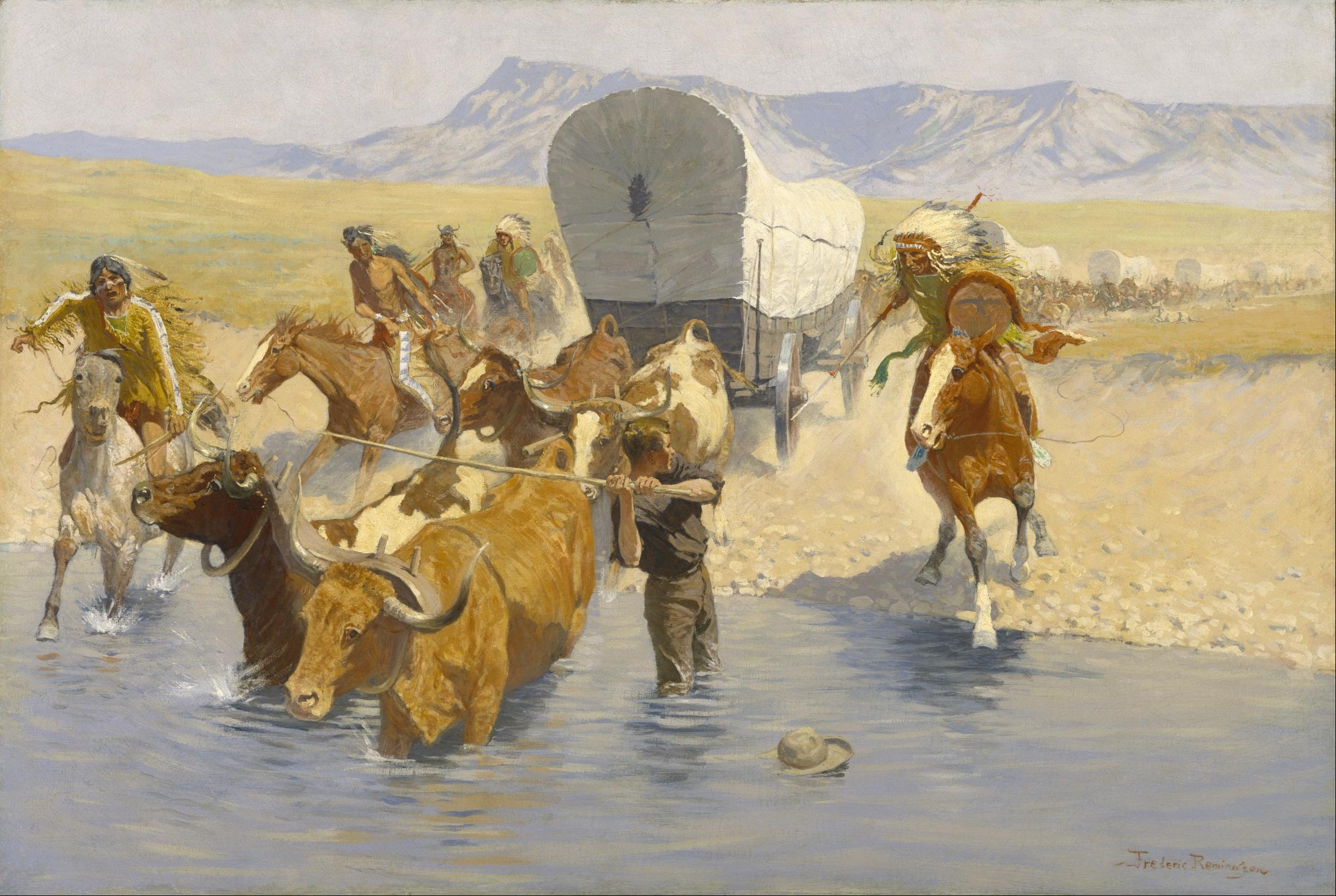
The Emigrants (1902), olej na plátně.
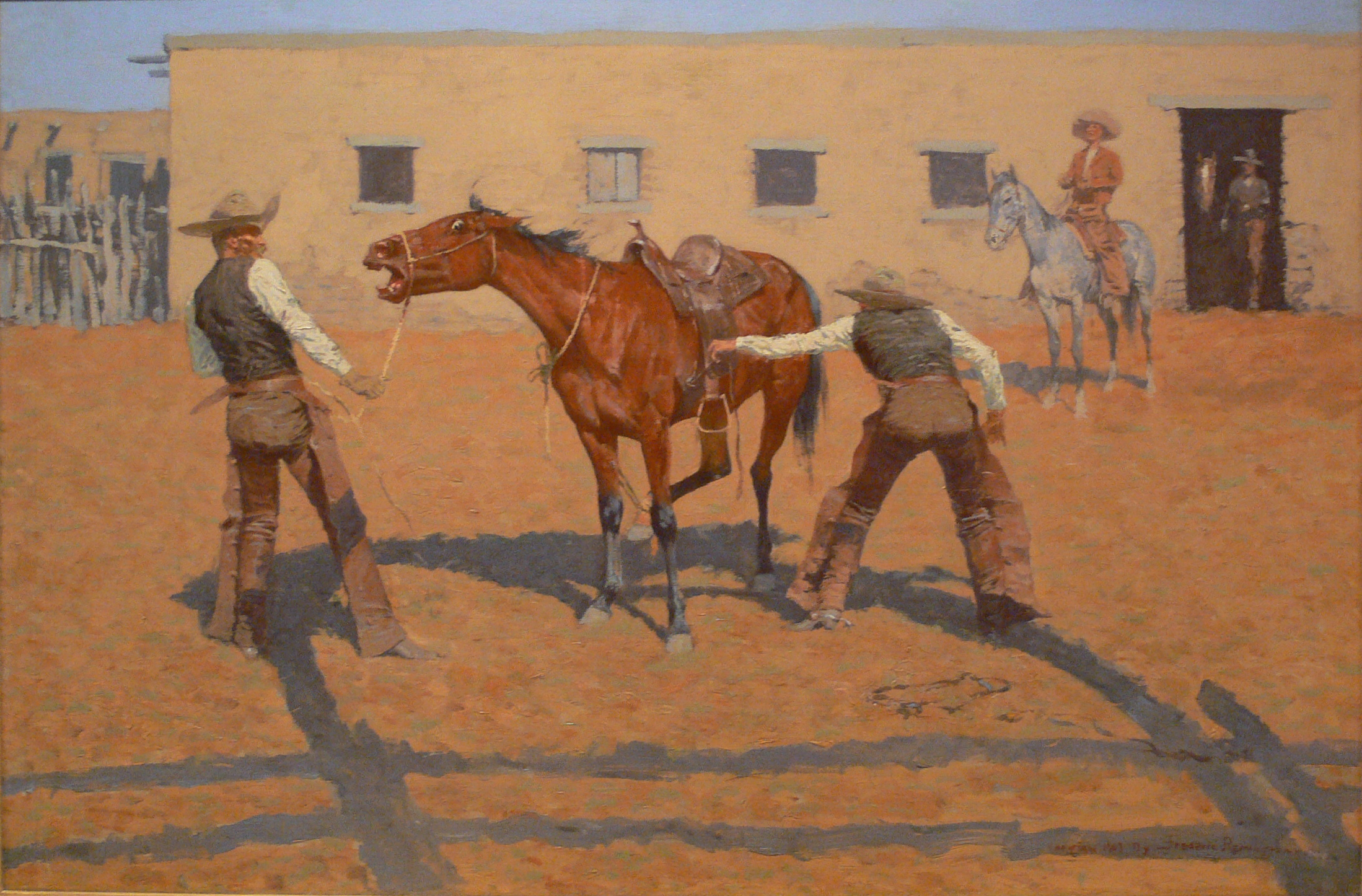
His First Lesson (1903), olej na plátně.
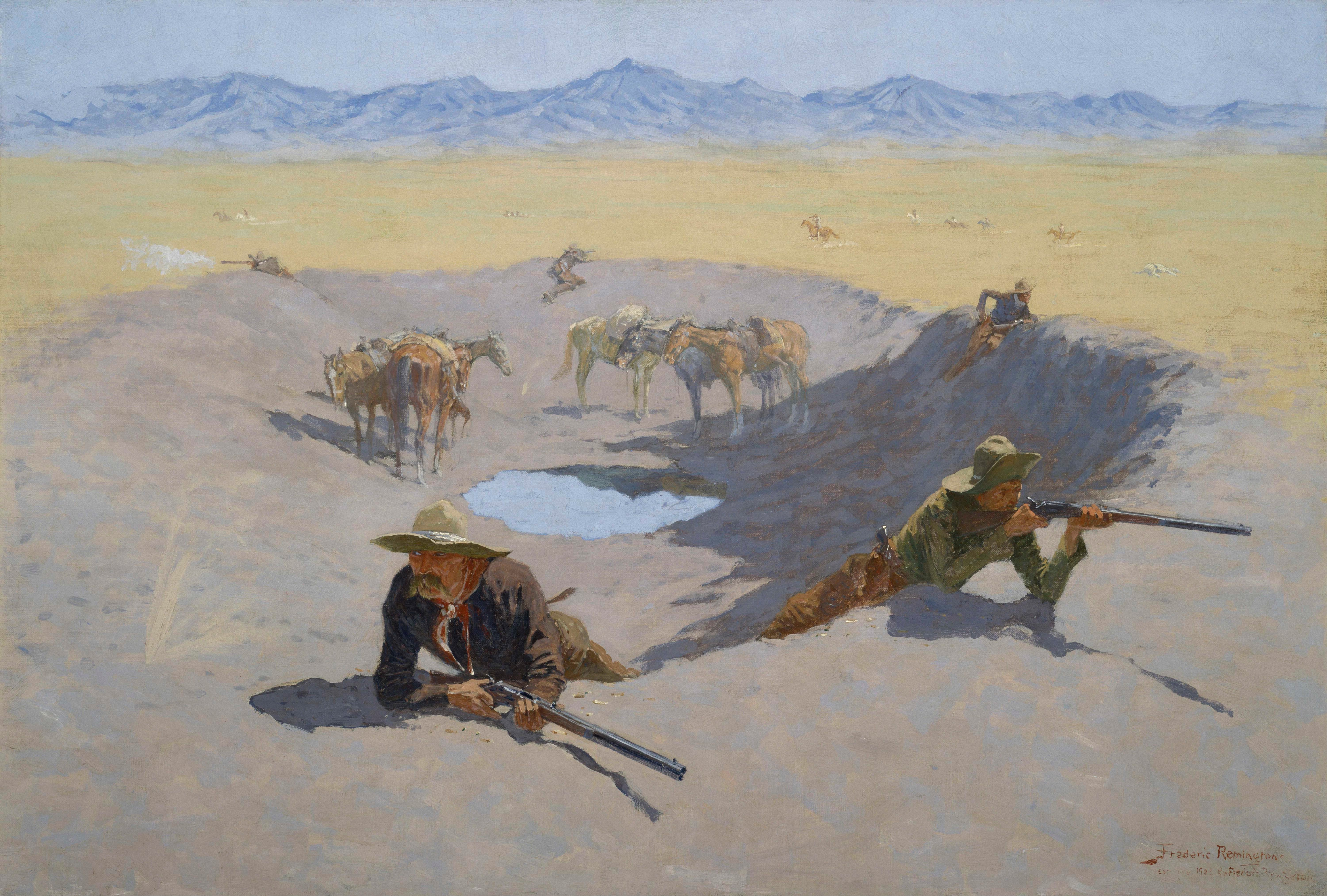
Fight for the Waterhole (1903), olej na plátně.
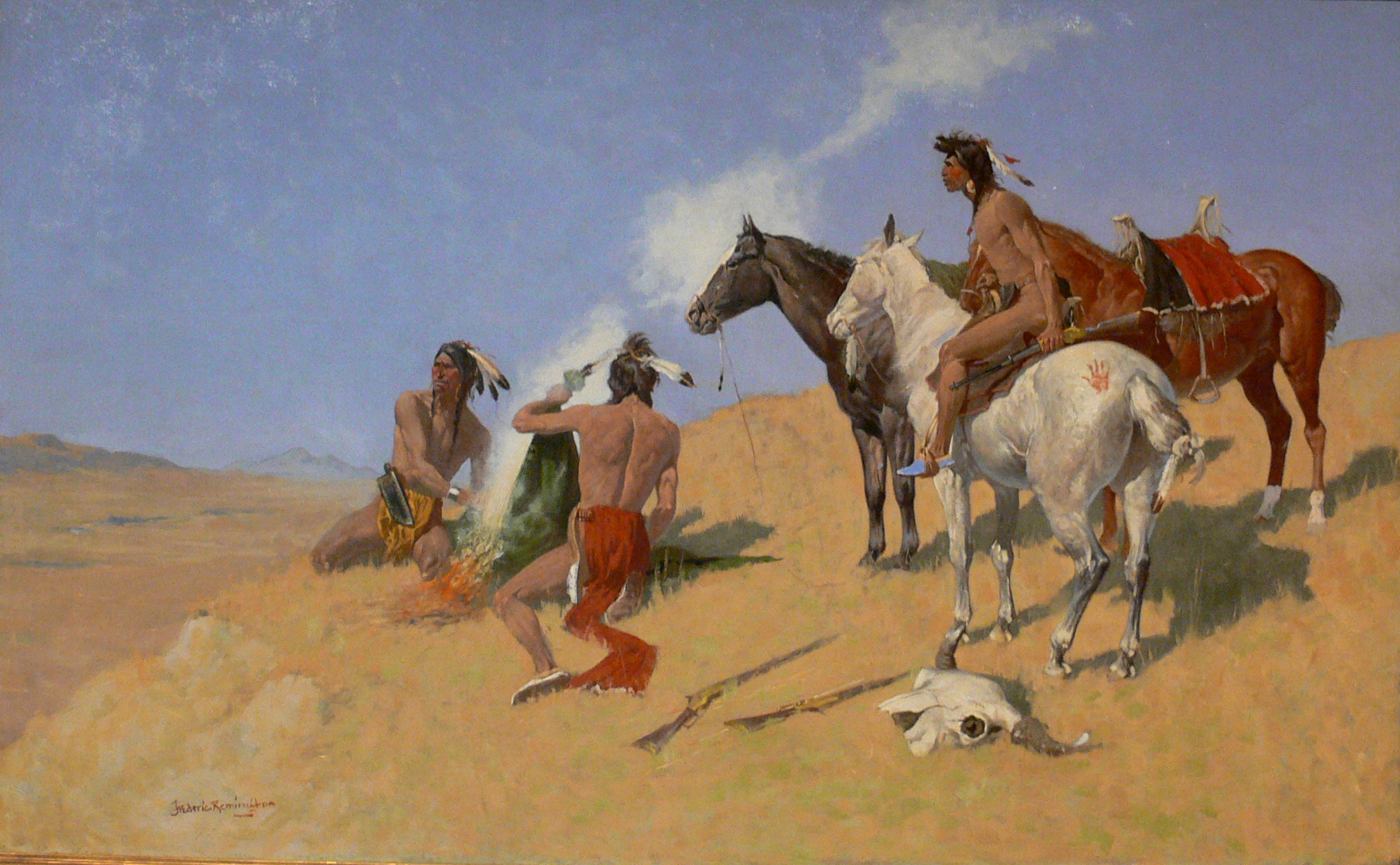
The Smoke Signal (1905), olej na plátně.
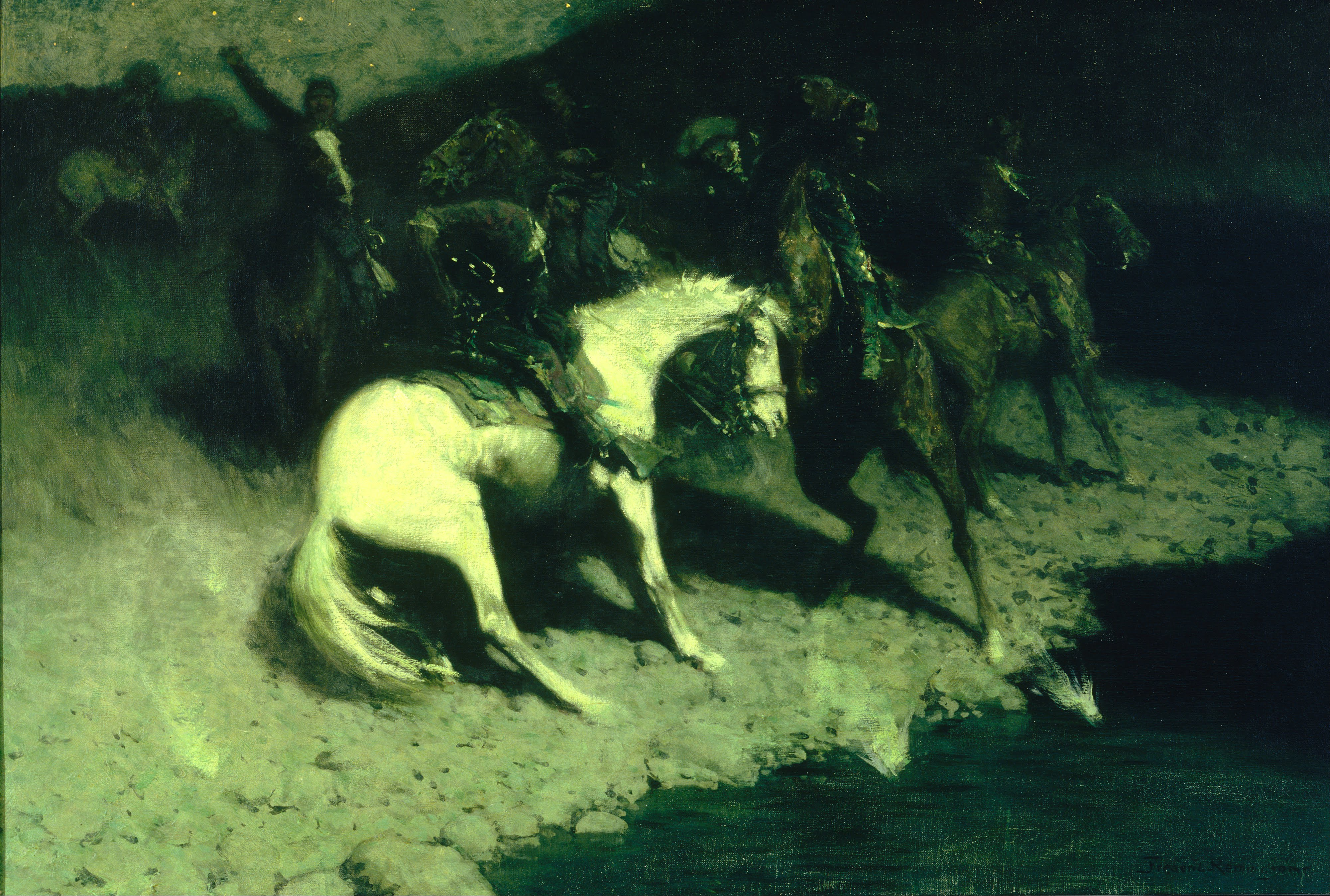
Fired on (1907), olej na plátně.
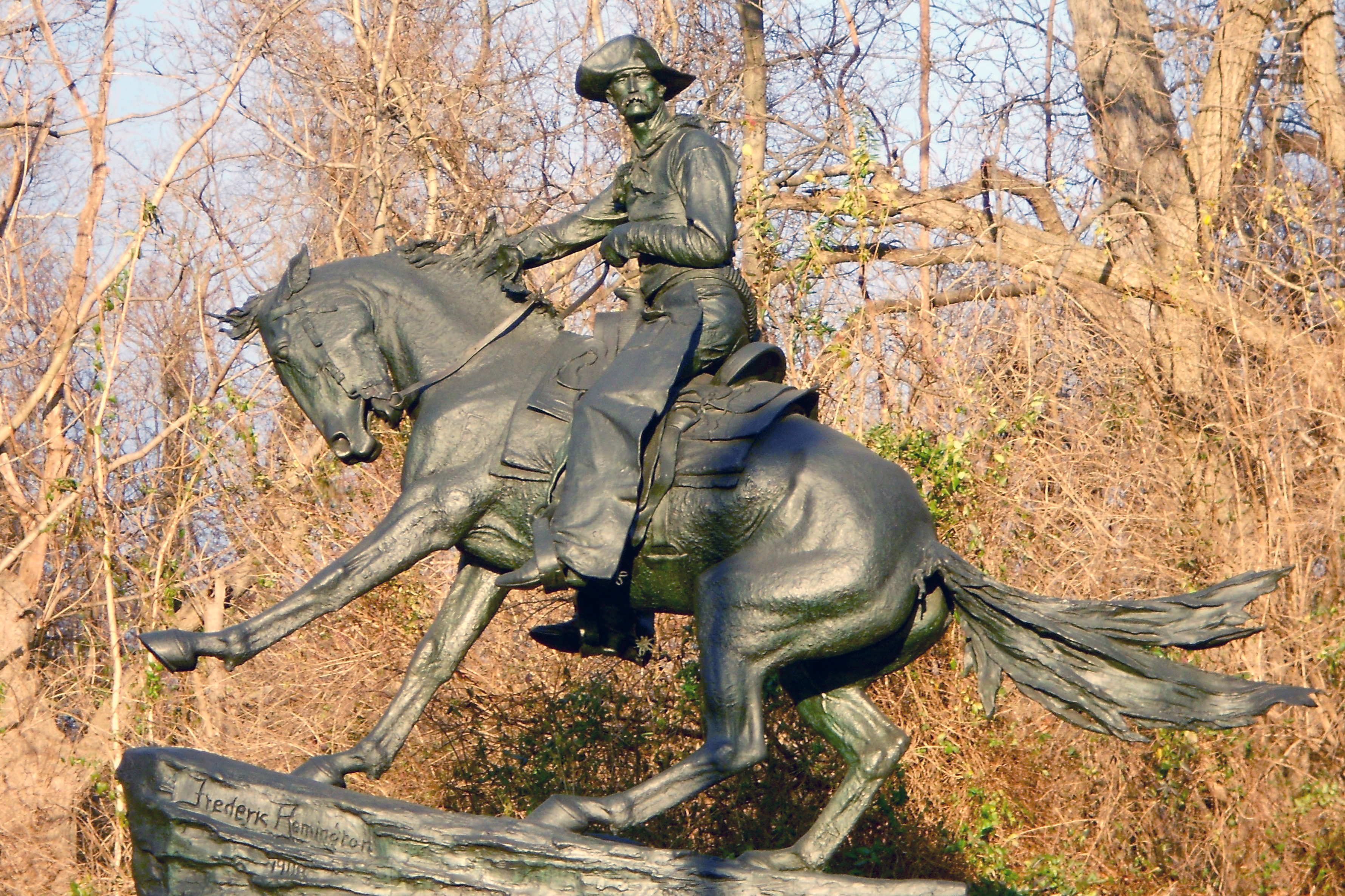
Cowboy (1908), bronzová socha, Fairmount Park, Filadelfie.
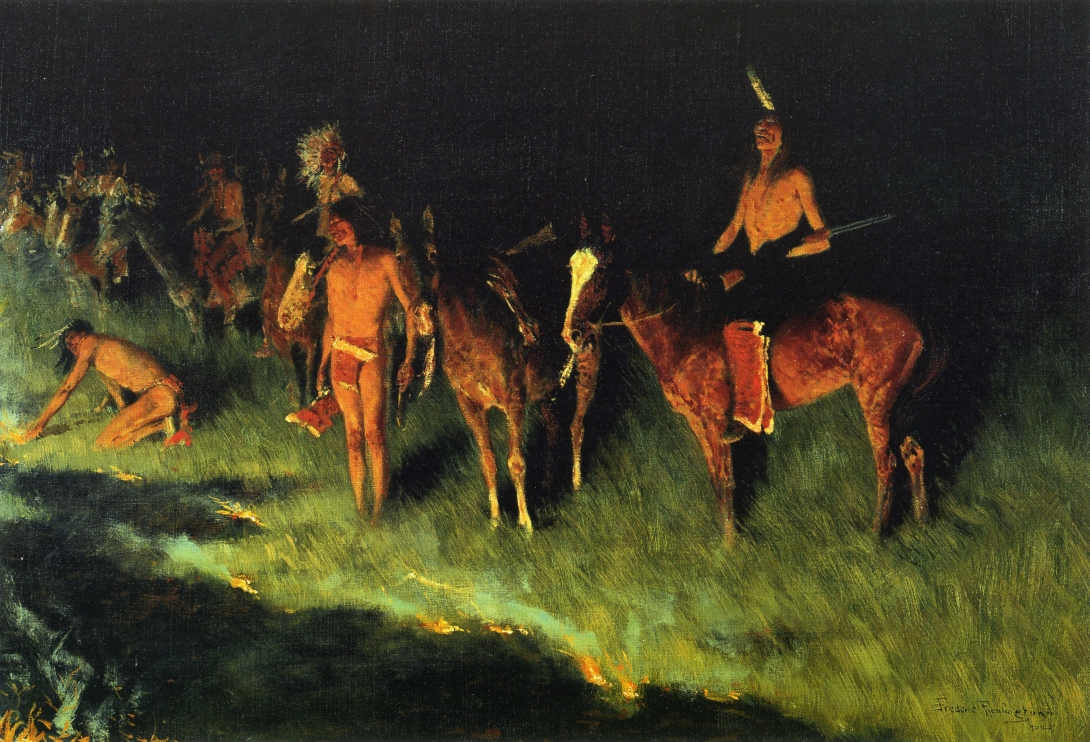
The Grass Fire (1908), olej na plátně.
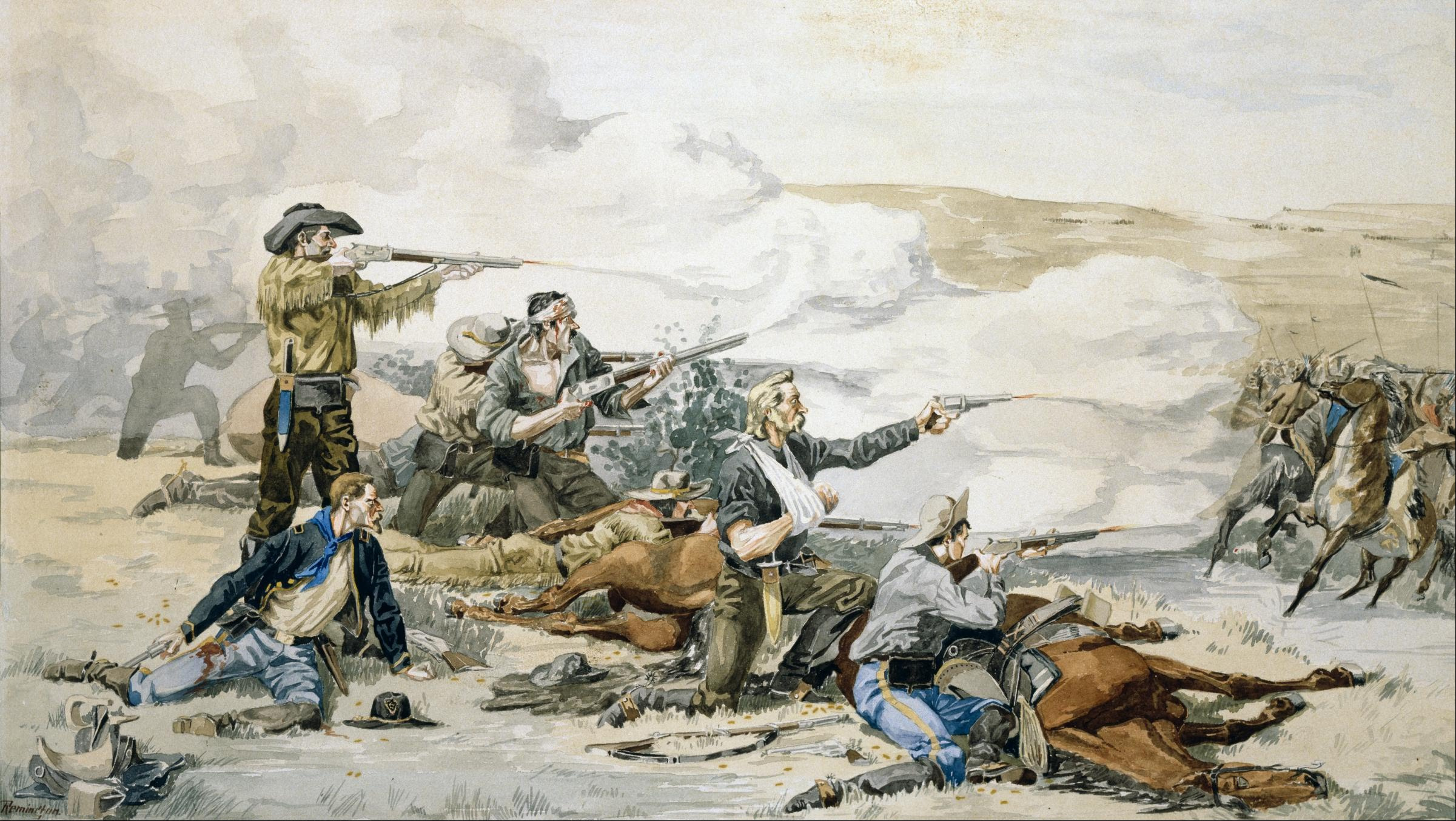
Battle of Beecher's Island (1909), akvarel.
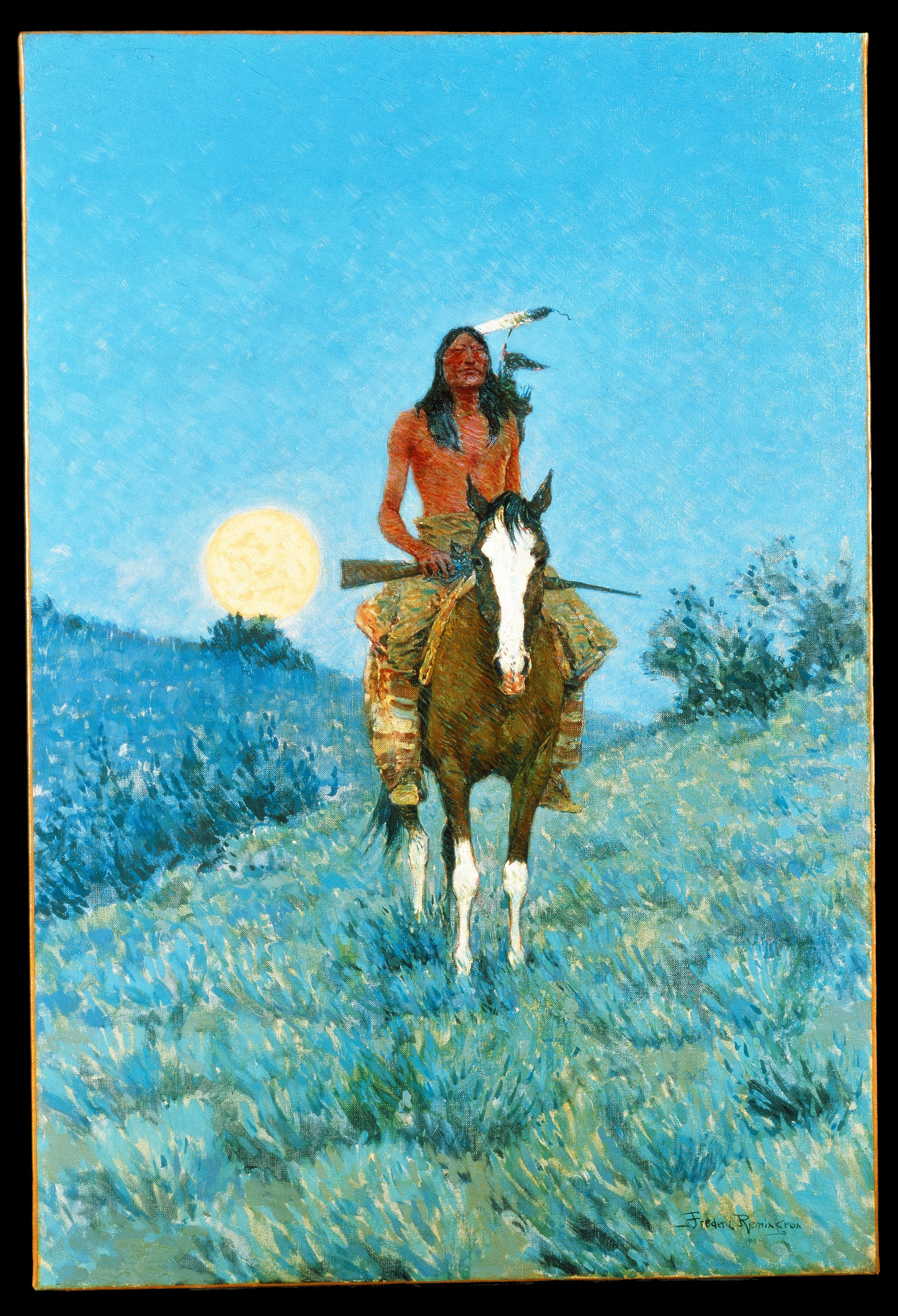
The Outlier (1909), olej na plátně.

## Ilustrace k Písni o Hiawathovi

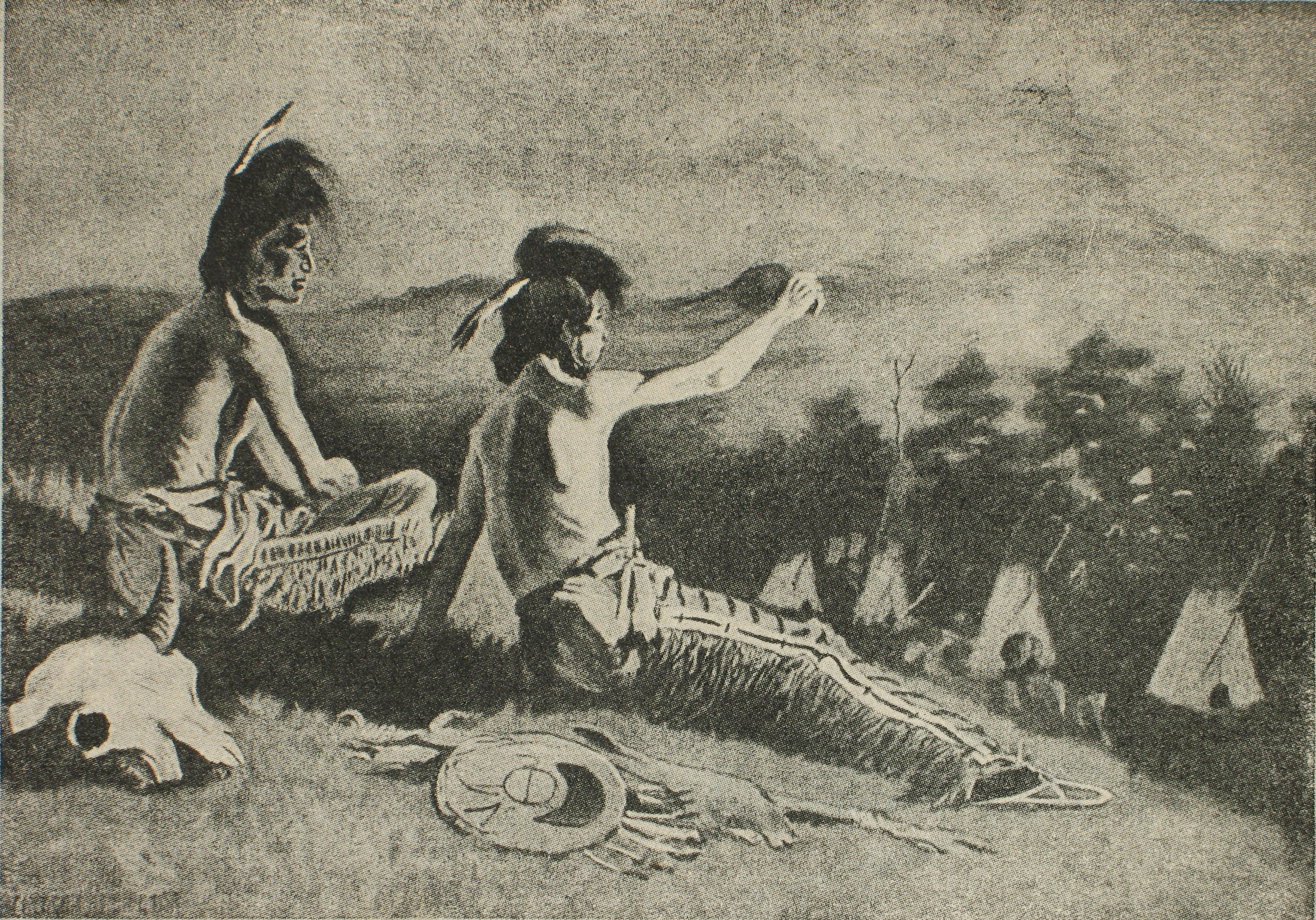
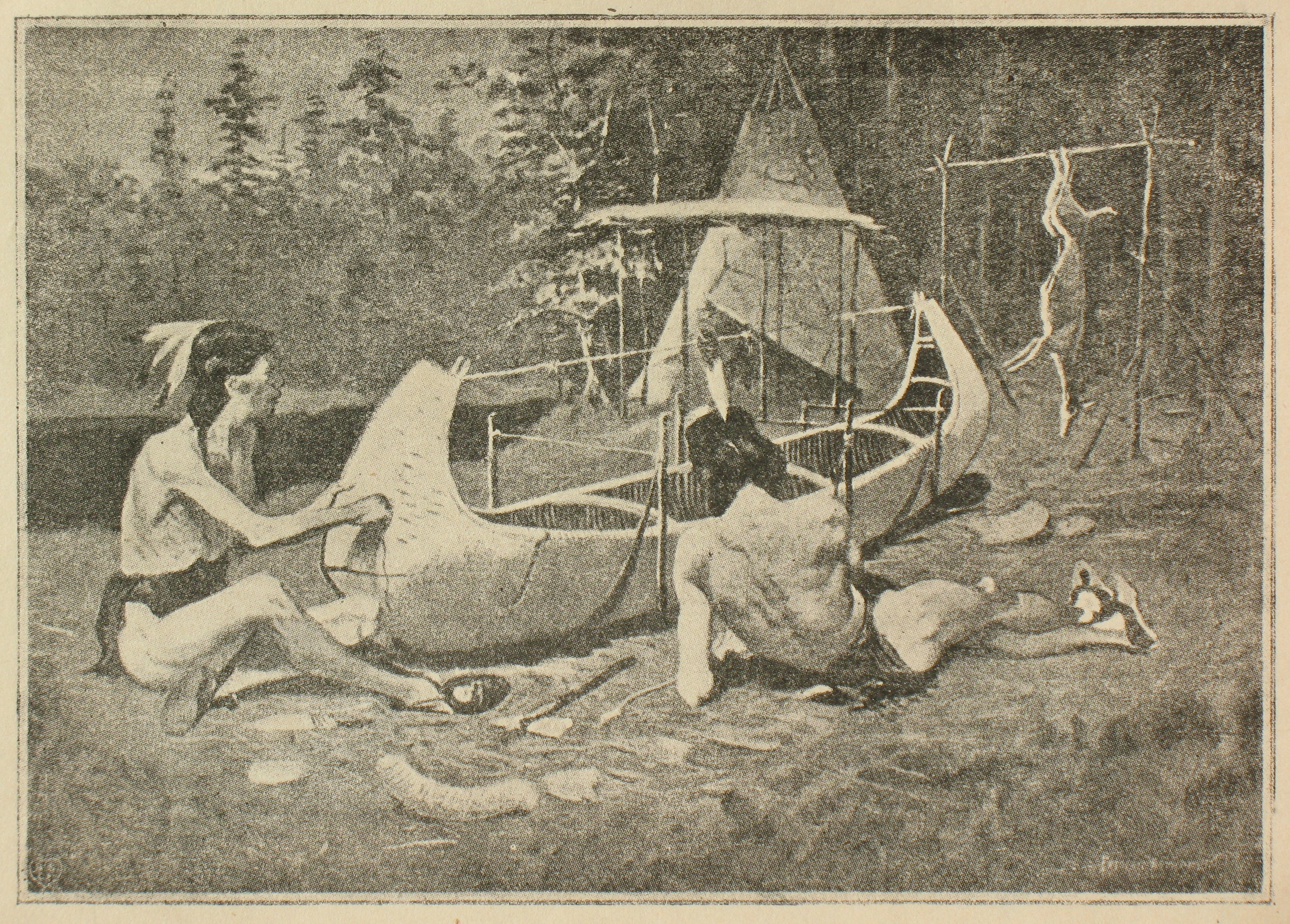
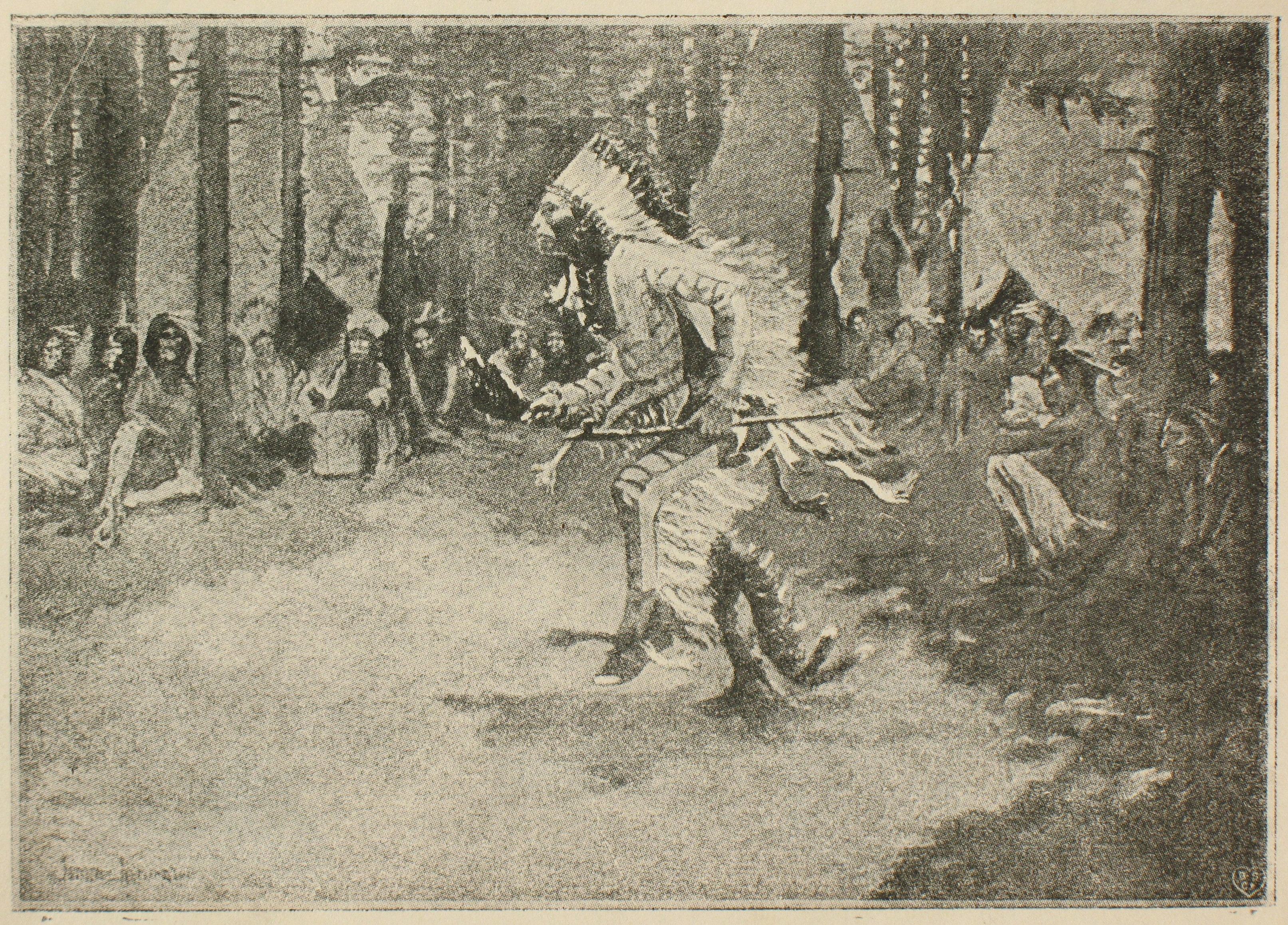
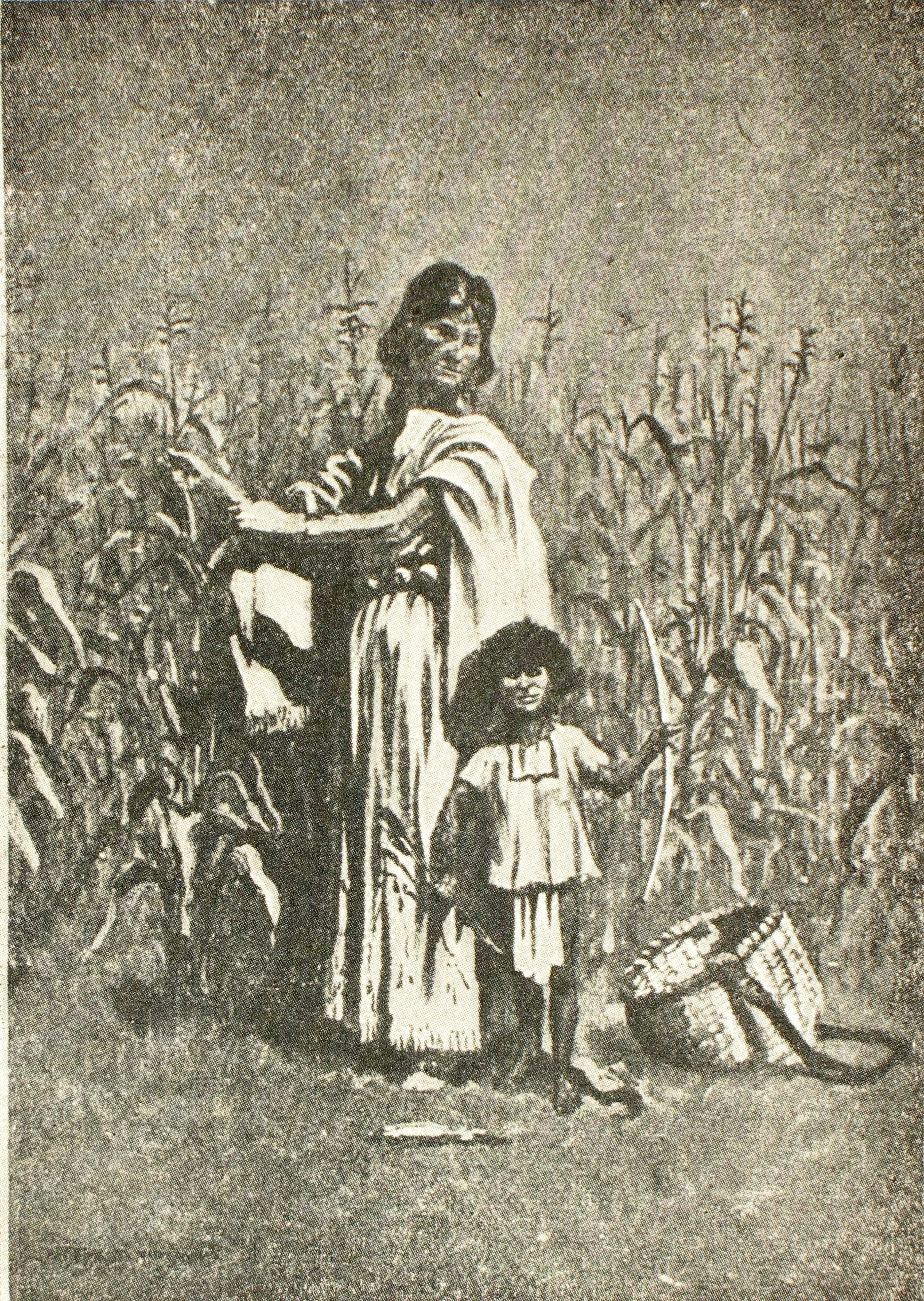
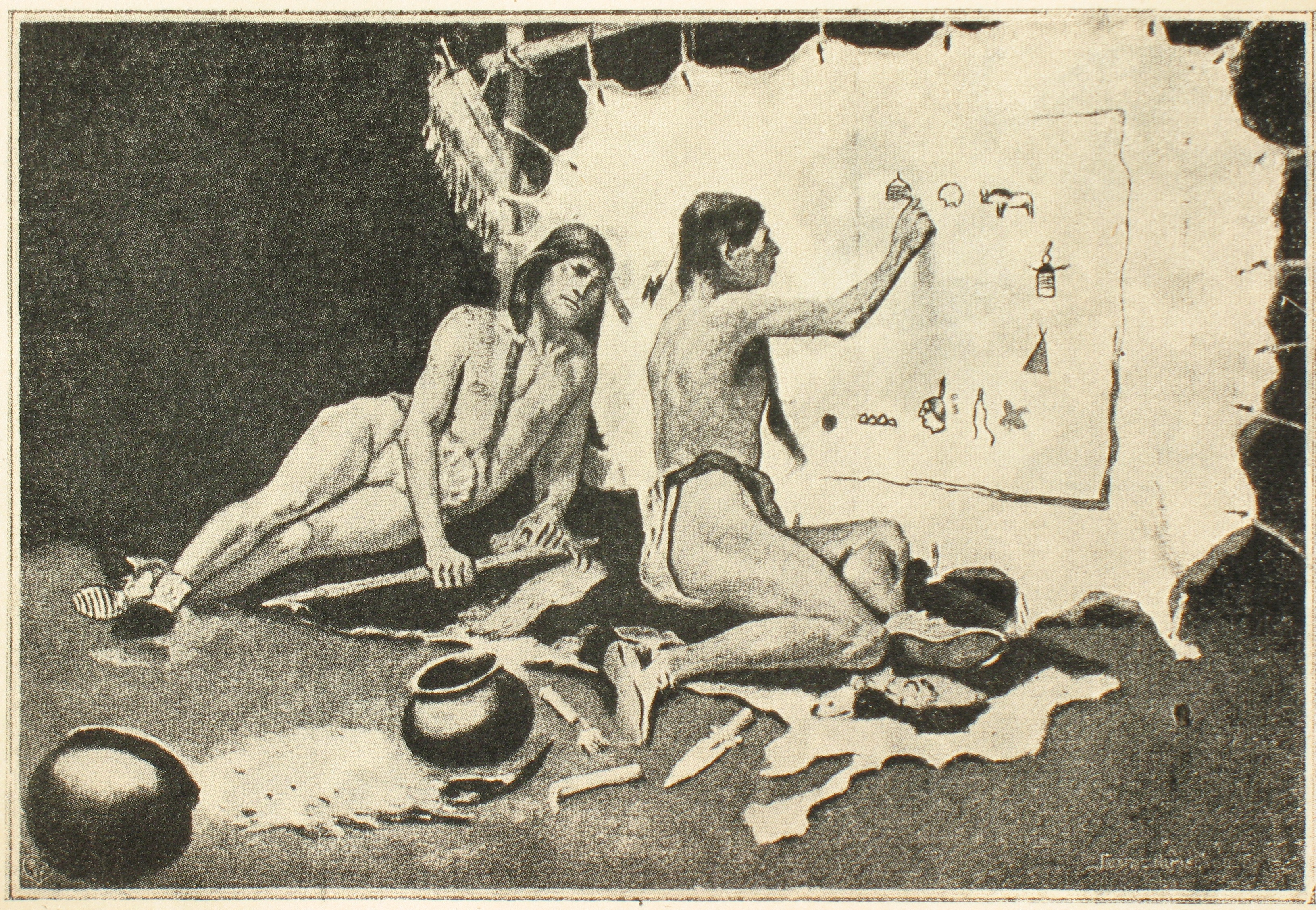
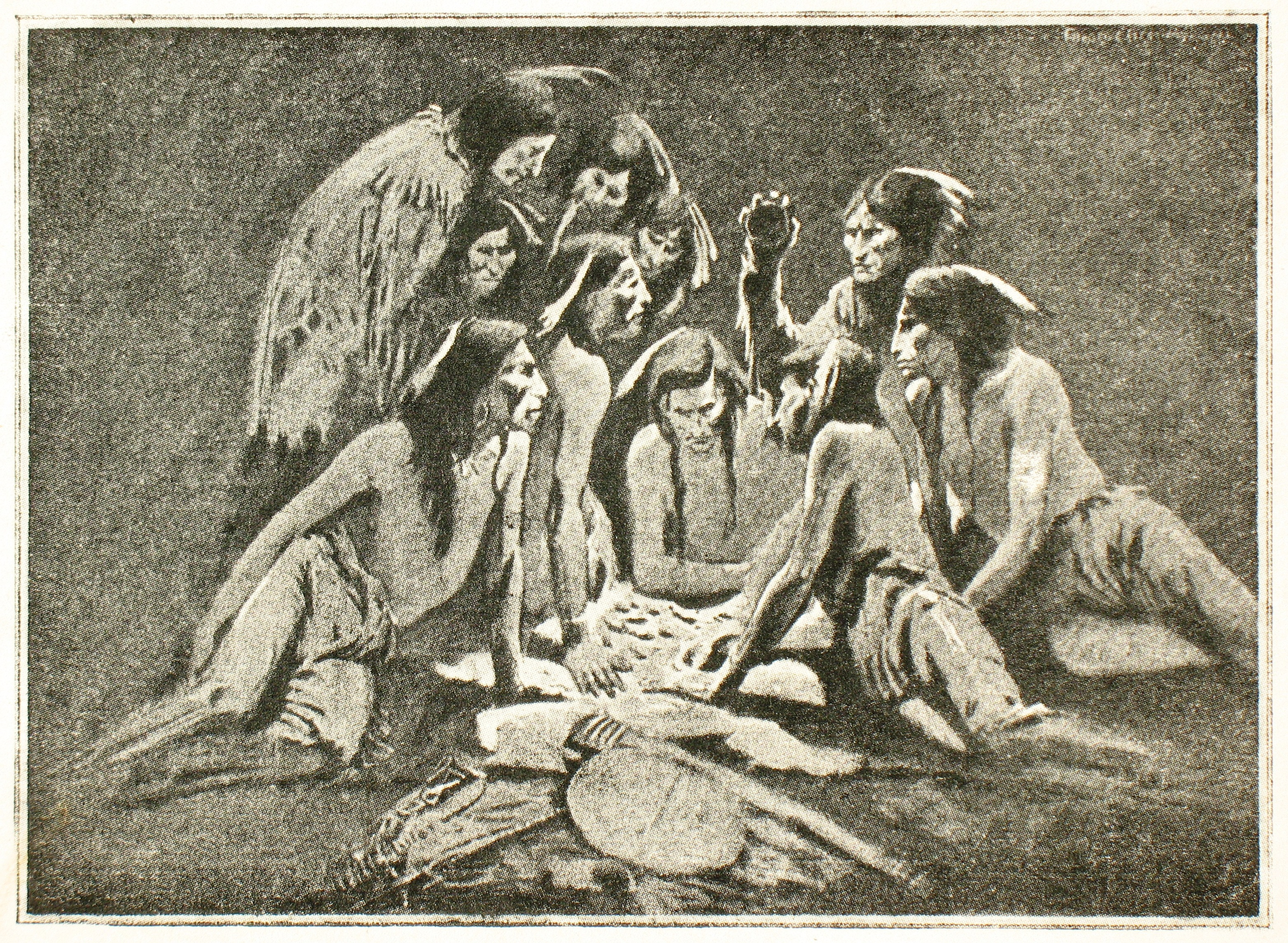